# Liste des stades de football au Maroc
Le Maroc possède une dizaine de stades où joue des clubs jouant dans Championnat du Maroc de football première série et deuxième série et l'Équipe du Maroc de football.
Après que le Maroc a eu l'honneur d'organiser La Coupe d'Afrique des nations de football 2025 et co-organiser La Coupe du monde de football 2030 avec l'Espagne el le Portugal, ce dernier a commencé d'améliorer les stades et ajouter d'autres.

## Liste des stades de football
| Rang | Nom                            | Ville       | Clubs résidants                                                                       | Ouverture | Capacité |
| ---- | ------------------------------ | ----------- | ------------------------------------------------------------------------------------- | --------- | -------- |
| 1    | Stade Hassan II                | Casablanca  | Raja Club Athletic Wydad Athletic Club (football) Équipe du Maroc de football         | 2027      | 115 000  |
| 2    | Stade Ibn-Batouta              | Tanger      | Ittihad Riadhi de Tanger                                                              | 2011      | 75 600   |
| 3    | Stade Prince Moulay Abdellah   | Rabat       | Association sportive des forces armées royales (football) Équipe du Maroc de football | 1983      | 69 500   |
| 4    | Stade Mohammed-V               | Casablanca  | Raja Club Athletic Wydad Athletic Club (football)                                     | 1955      | 45 000   |
| 5    | Stade de Marrakech             | Marrakech   | Kawkab Athlétique Club de Marrakech                                                   | 2011      | 41 245   |
| 6    | Stade Adrar                    | Agadir      | Hassania Union Sport d'Agadir                                                         | 2013      | 41 144   |
| 7    | Stade de Fès                   | Fès         | Maghreb Association sportive                                                          | 2007      | 35 468   |
| 8    | Stade Sheikh-Mohamed-Laghdaf   | Laâyoune    | Jeunesse sportive Massira                                                             | 1985      | 30 000   |
| 9    | Stade Larbi Zaouli             | Casablanca  | Racing Athletic Club                                                                  | 1930      | 25 000   |
| 10   | Stade Moulay Hassan            | Rabat       | Fath Union Sports                                                                     | 2012      | 22 000   |
| 11   | Stade olympique de Rabat       | Rabat       | Équipe du Maroc de football                                                           | 2025      | 21 000   |
| 12   | Stade d'honneur de Meknès      | Meknès      | Club omnisports de Meknès                                                             | 1962      | 20 000   |
| 12   | Stade El Massira               | Safi        | Olympique Club de Safi                                                                | 1936      | 20 000   |
| 13   | Stade d'honneur d'Oujda        | Oujda       | Mouloudia Club d'Oujda (handball)                                                     | 1976      | 19 000   |
| 14   | Stade Al Barid                 | Rabat       | Union Touarga Sports                                                                  | 2025      | 18 500   |
| 15   | Stade Saniat-Rmel              | Tétouan     | Moghreb Atlético Tetuán                                                               | 1913      | 15 000   |
| 15   | Stade municipal de Kénitra     | Kénitra     | Kénitra Athletic Club                                                                 | 1941      | 15 000   |
| 15   | Stade municipal de Berkane     | Berkane     | Renaissance sportive de Berkane                                                       | 2014      | 15 000   |
| 15   | Stade El Abdi                  | El Jadida   | Difaa El Jadida                                                                       | 1954      | 15 000   |
| 15   | Stade d'Al Hoceima             | Al Hoceima  | Chabab Rif Al Hoceima                                                                 | 2024      | 15 000   |
| 16   | Stade d'honneur de Beni Mellal | Beni Mellal | Raja Beni Mellal                                                                      | 1957      | 12 000   |
| 17   | Stade Mimoun Al Arsi           | Al Hoceïma  | Chabab Rif Al Hoceima                                                                 | 1950      | 11 000   |
| 18   | Stade Bernoussi                | Casablanca  | Rachad Bernoussi                                                                      | 2024      | 10 000   |
| 18   | Stade Bachir                   | Mohammédia  | Sporting Club Chabab Mohammédia                                                       | 1954      | 10 000   |
| 18   | Stade du 18 Novembre           | Khemisset   | Ittihad Khemisset                                                                     |           | 10 000   |
| 18   | Stade Père-Jego                | Casablanca  | Racing Athletic Club                                                                  | 1915      | 10 000   |
| 19   | Stade Municipal de Berrechid   | Berrechid   | Club Atheletic Youssoufia Berrechid                                                   |           | 5 000    |
| 20   | Stade Municipal de Oued Zem    | Oued Zem    | Rapide Club Oued Zem                                                                  |           | 4 000    |
| 21   | Stade Ahmad Choukri            | Zemamra     |                                                                                       |           | 2 500    |

## Galerie

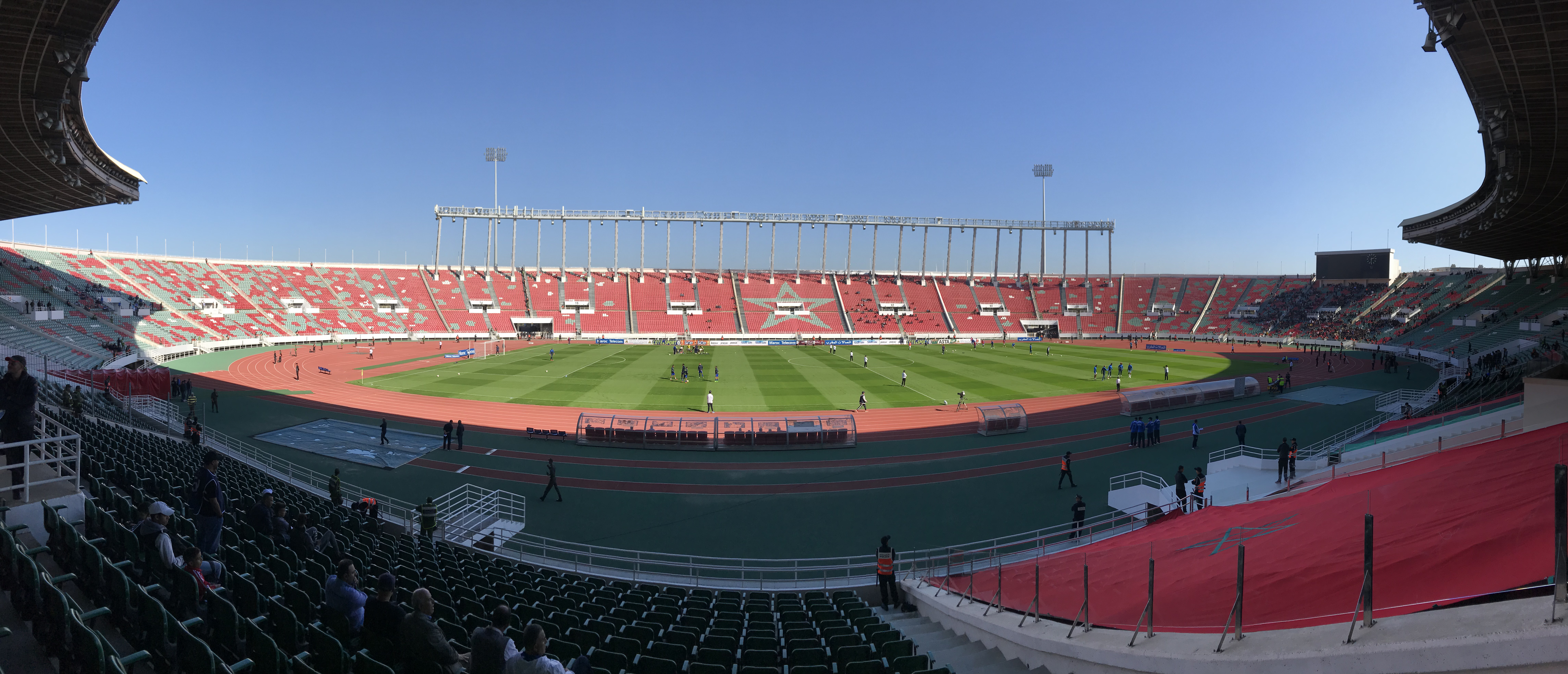
Stade Moulay Abdellah
Stade Ibn Battouta
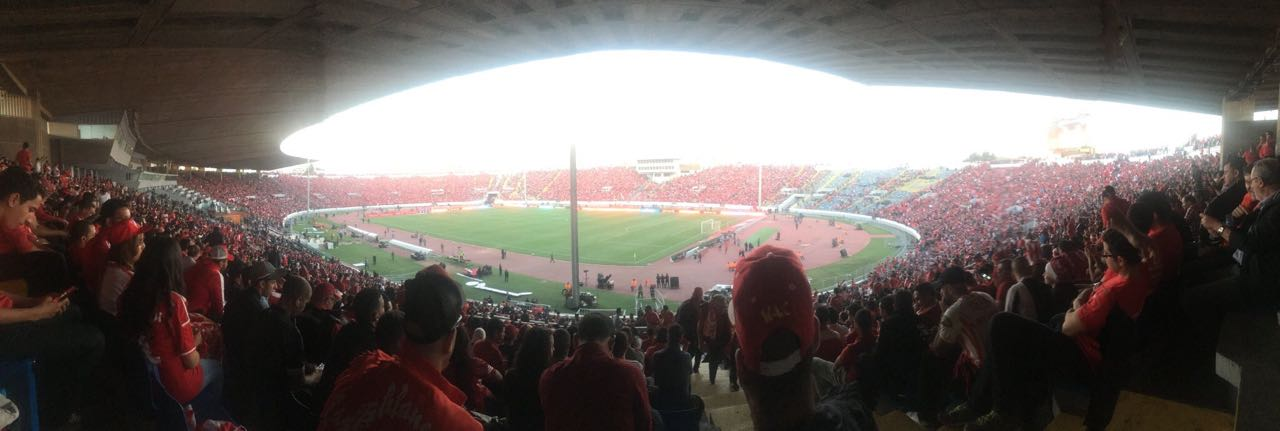
Stade Mohammed V
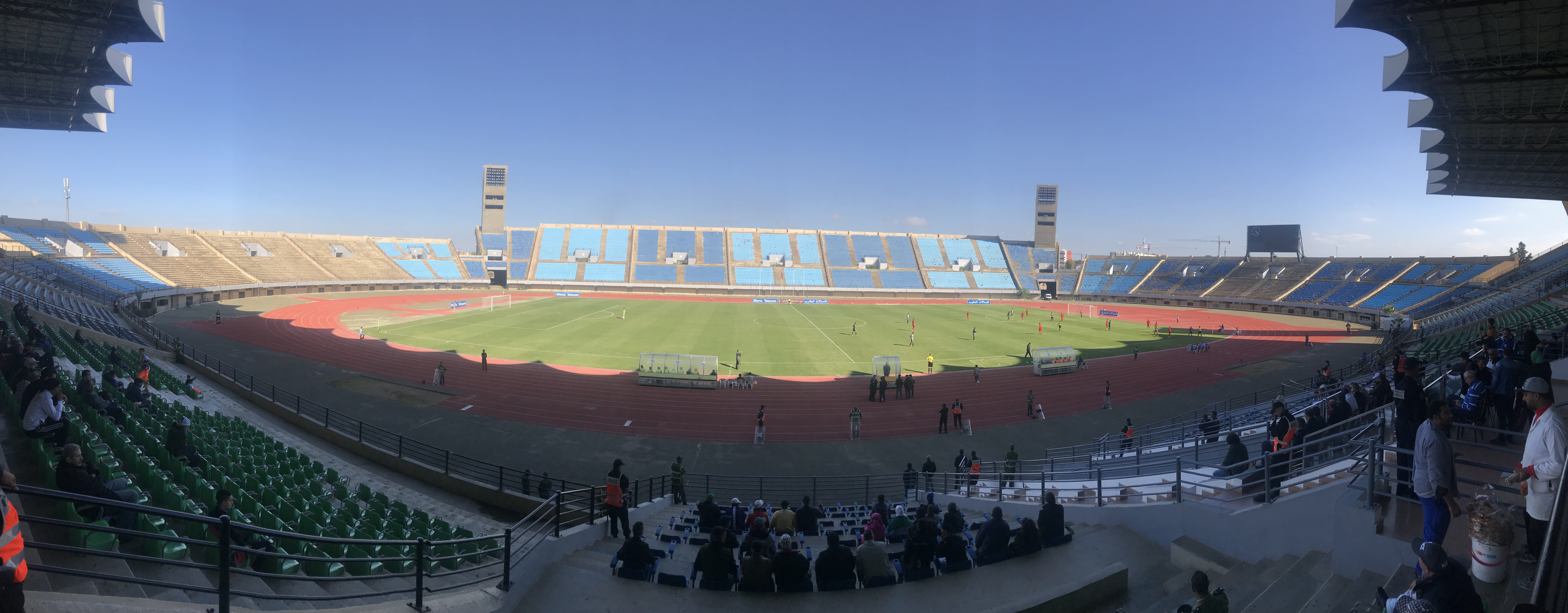
Complexe Sportif de Fes
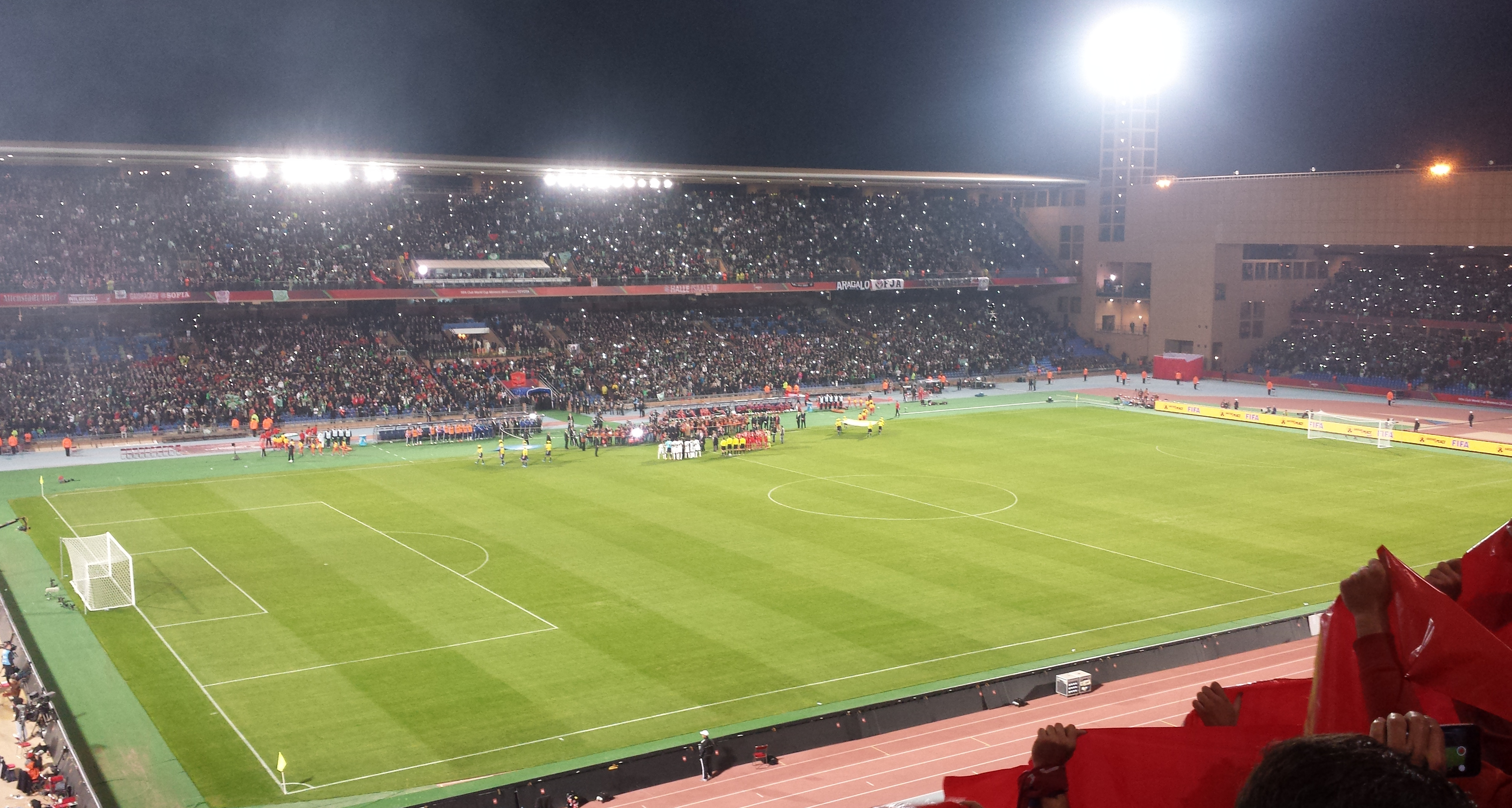
Stade de Marrakech
Stade Hassan II
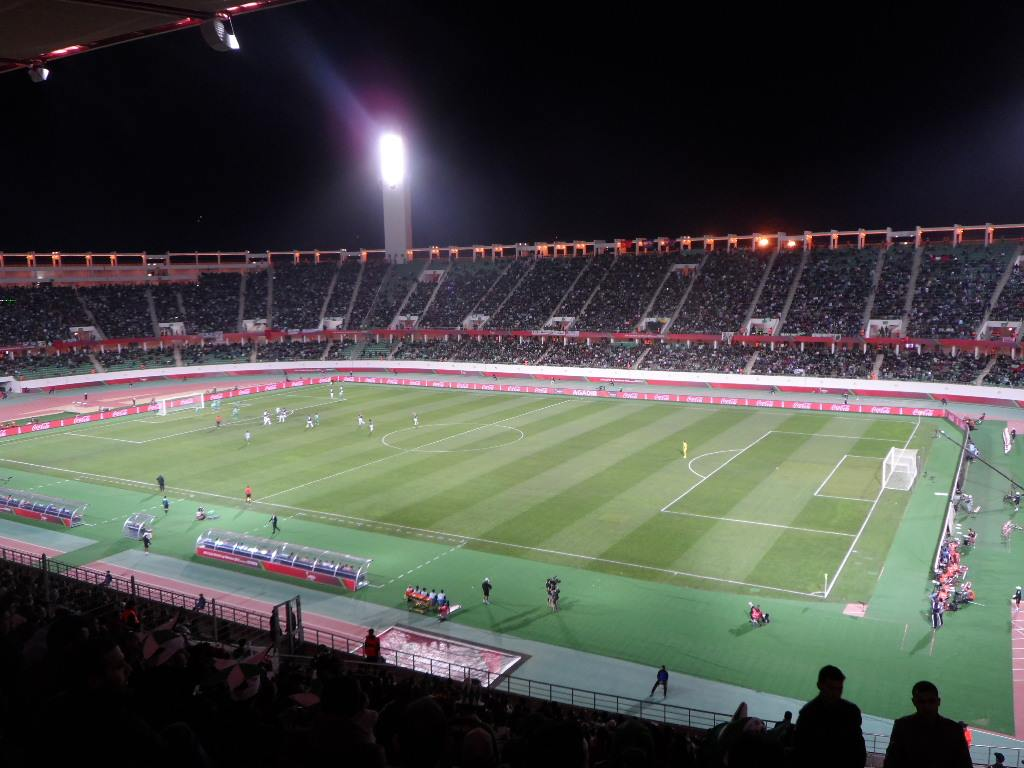
Stade Adrar
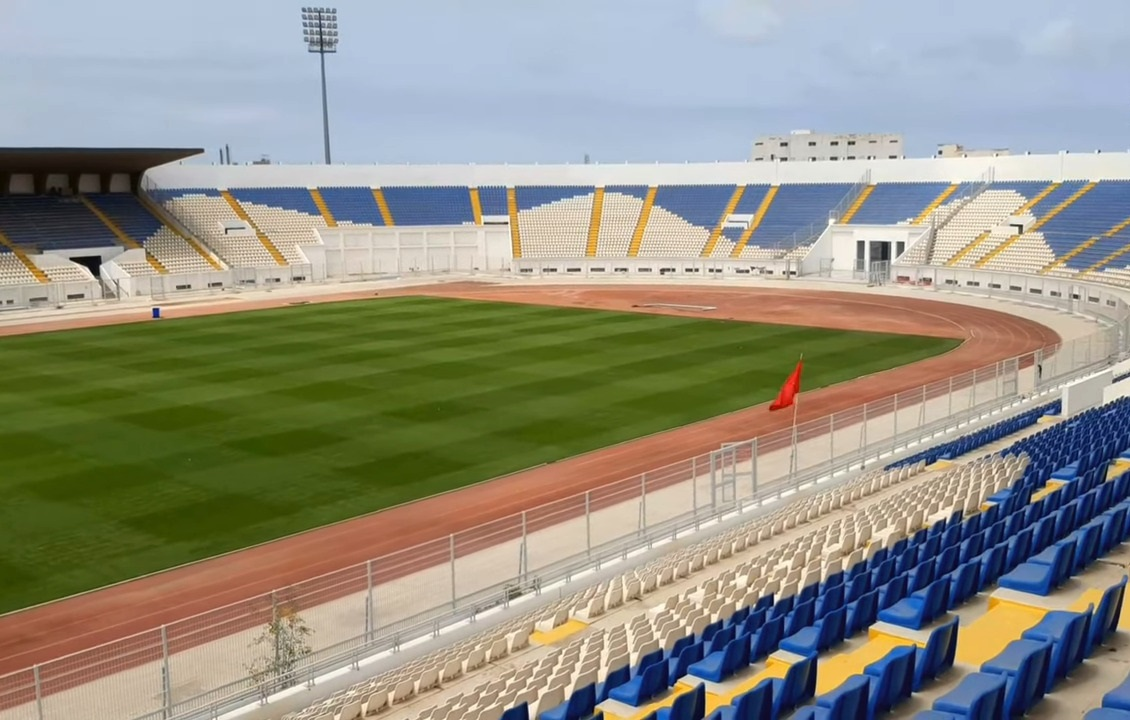
Stade Larbi Zaouli
Stade de Kenitra
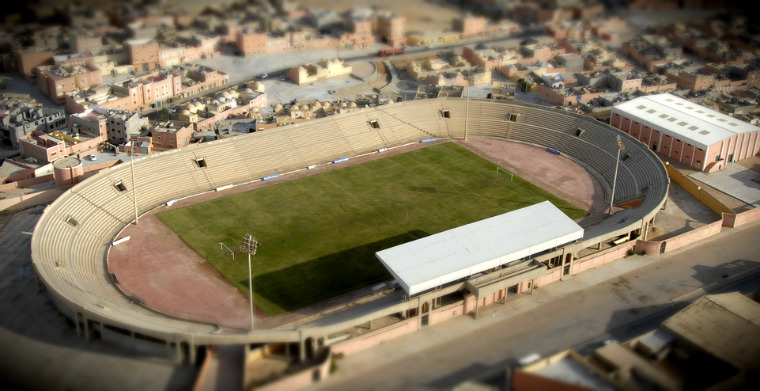
Stade Sheikh Mohamed Laghdaf
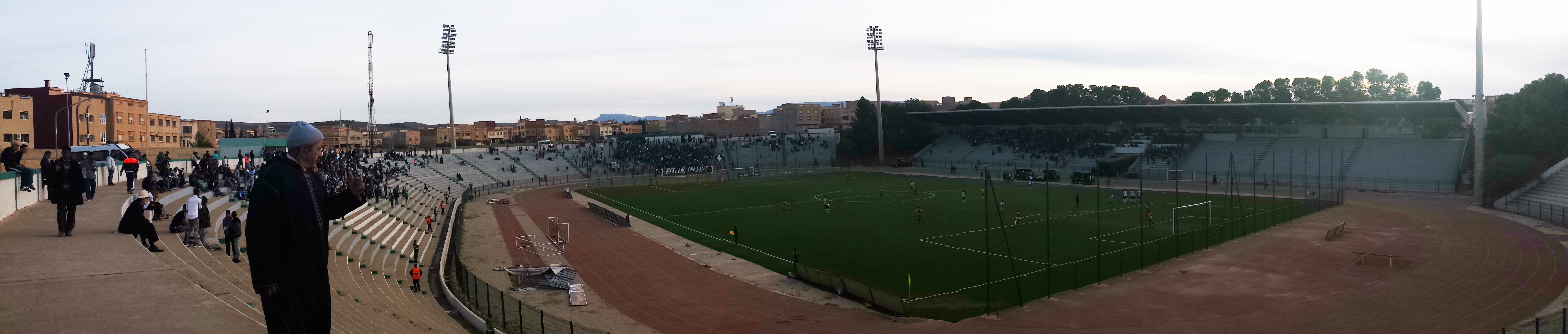
Stade d'Honneur d'Oujda
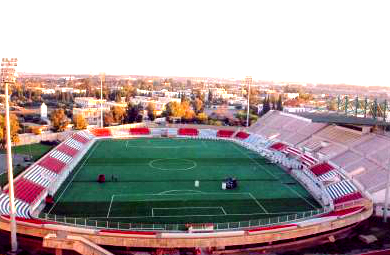
Stade d'Honneur de Meknes